# アルコールデヒドロゲナーゼ (シトクロムc)
アルコールデヒドロゲナーゼ (シトクロムc)(alcohol dehydrogenase (cytochrome c))は、次の化学反応を触媒する酵素である。
第一級アルコール + 2 シトクロムc {\displaystyle \rightleftharpoons } アルデヒド + 2 還元型シトクロムc
この酵素の基質は第一級アルコールとシトクロムcで、生成物はアルデヒドと還元型シトクロムcである。
この酵素は酸化還元酵素に属し、シトクロムを受容体として供与体であるCH-OH基に特異的に作用する。組織名はalcohol:cytochrome c oxidoreductaseで、別名にtype I quinoprotein alcohol dehydrogenase、quinoprotein ethanol dehydrogenaseがある。